# Tergooi MC
Tergooi MC is een ziekenhuisorganisatie waarin sinds 2006 de twee regionale algemene ziekenhuizen van het Gooi zijn ondergebracht: Ziekenhuis Hilversum (gevestigd in Hilversum) en tot 2023 Ziekenhuis Gooi-Noord (gevestigd in Blaricum). Tot juni 2013 heette de stichting "Tergooiziekenhuizen".
Het ziekenhuis is bezig een aantal functies te concentreren op een van de twee locaties. In Hilversum is, op landgoed Monnikenberg, een nieuw ziekenhuis verrezen dat in 2023 in gebruik genomen is.  

## Locatie Hilversum
Per eind mei 2023 is de locatie van ziekenhuis Gooi-Noord gesloten en zijn de laatste patiënten overgebracht naar het nieuwe ziekenhuis in Hilversum dat pal naast het oude ziekenhuis Hilversum gebouwd is. Vanaf nu is er voor de gehele regio het Gooi nog maar een ziekenhuis, gelegen in het zuidelijke deel van Hilversum.  Naast het nieuwe hoofdgebouw is de nieuwe Polikliniek gevestigd met daarbij een gebouw van het oude ziekenhuis dat gehandhaaft blijft. Dit oude ziekenhuis wordt afgebroken. Op 26 september 2023 werd het nieuwe ziekenhuis officieel geopend door koning Willem-Alexander.

## Voormalige ziekenhuislocatie Gooi-Noord/ Blaricum
Tegen de sluiting van ziekenhuis Gooi-Noord was in 2017 protest door voornamelijk inwoners van de dorpen gelegen in dit deel van het Gooi.
Voor kleine ingrepen is er vanaf medio 2023 op de plek waar vroeger de Huisartsenspoedpost en Dienstapotheek stond in Blaricum een nieuw regionaal medisch centrum geopend.

## Huidige status
Nadat de afgelopen jaren de een na de andere voormalige locaties voor ziekenhuizen gesloten zijn in het Gooi, is dit de enig overgebleven ziekenhuis. Desondanks verkeert het ziekenhuis in 2023 net na de opening al in financieel zwaar weer, dit door tegenvallende inkomsten en grote financiële verplichtingen. Het gebouw zelf werd in 2023 bekroond tot Zorggebouw van het Jaar.

## Trivia
- Wat de kat ziet is een documentaire uit 2011 over het Tergooiziekenhuis in Hilversum.[9]
- In 2024 werd in de gesloten vestiging van dit ziekenhuis in Blaricum de remake van de ziekenhuisserie Medisch Centrum West opgenomen. Hiermee verving dit ziekenhuis het Zuiderzeeziekenhuis in Lelystad waar de originele serie werd opgenomen. Dit ziekenhuis ging in 2018 failliet en bestaat niet meer.